# Riu Sicaderba
Riu Sicaderba este o arie protejată (arie specială de conservare — SAC, sit de importanță comunitară — SCI) din Italia întinsă pe o suprafață de 95 ha, integral pe uscat.

## Localizare
Centrul sitului Riu Sicaderba este situat la coordonatele 39°54′52″N 9°28′51″E / 39.914444°N 9.480833°E.

## Înființare
Situl Riu Sicaderba a fost declarat sit de importanță comunitară în iunie 1995 pentru a proteja 1 specie de plante și 1 specie de animale. Situl a fost protejat și ca arie specială de conservare în aprilie 2017.

## Biodiversitate
Situată în ecoregiunea mediteraneană, aria protejată conține 6 habitate naturale: Pseudostepă cu ierburi și specii anuale de Thero-Brachypodietea, Păduri aluvionare cu Alnus glutinosa și Fraxinus excelsior (Alno-Padion, Alnion incanae, Salicion albae), Tufărișuri termo-mediteraneene și de pre-deșert, Galerii și tufărișuri riverane sudice (Nerio-Tamaricetea și Securinegion tinctoriae), Galerii de Salix alba și de Populus alba, Păduri de Quercus ilex și Quercus rotundifolia.
La baza desemnării sitului se află mai multe specii protejate:
- plante (1): Carex panormitana
- păsări (1): ciocârlie de pădure (Lullula arborea)

Pe lângă speciile protejate, pe teritoriul sitului au mai fost identificate 17 specii de plante, 13 specii de păsări, 1 specie de amfibieni, 2 specii de reptile.